# مارتن توماس (لاعب كريكت)
مارتن توماس (8 يونيو 1952 في المملكة المتحدة - ) (بالإنجليزية: Martin Thomas)‏ هو لاعب كريكت بريطاني. لعب مع Oxfordshire County Cricket Club ‏.

## وصلات خارجية
- مارتن توماس على موقع إي آس بي آن كريك إنفو (الإنجليزية)